# Forstort Grieps
Der Forstort Grieps ist ein Veranstaltungsgelände und Naherholungsgebiet in Calvörde.

## Lage
Er befindet sich am nördlichsten Rand des Calvörder Forst, im Waldgebiet Grieps. Im Norden des Naherholungsgebiets liegt der Sondermaschinenbau Calvörde, im Osten am Mittellandkanal der Sportboothafen, im Süden liegen die Calvörder Berge und im Westen befindet sich der Jüdische Friedhof von Calvörde.

## Geschichte

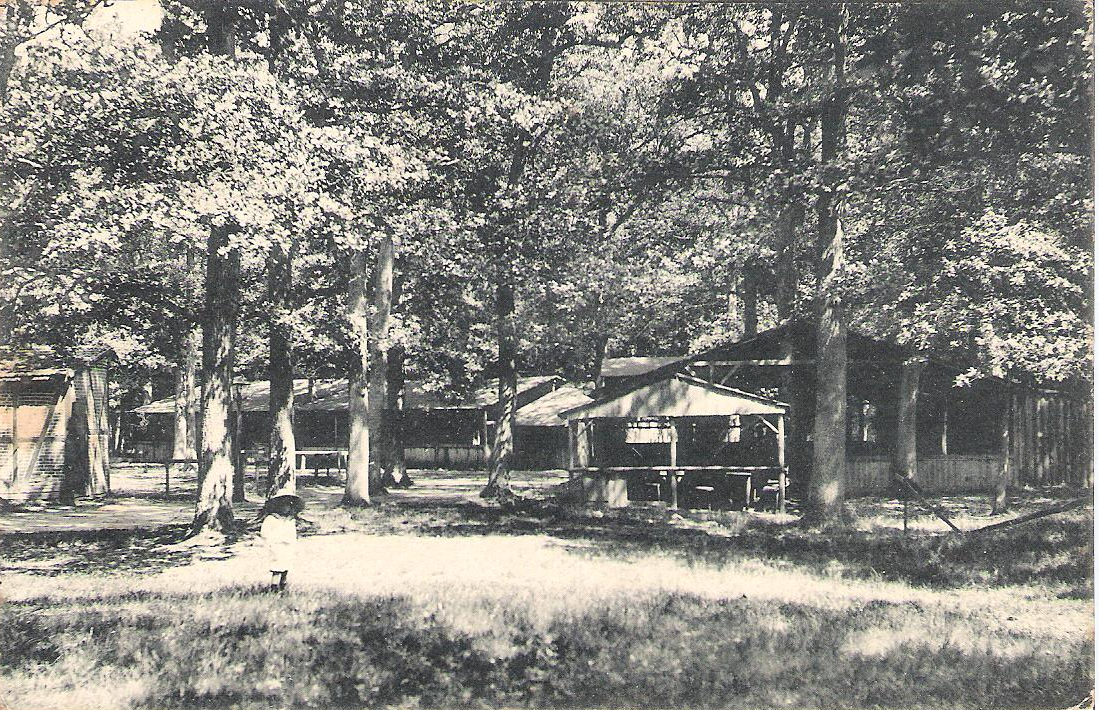
Der Forstort Grieps um 1918

Am 3. November 1911 wurde zwischen der Gemeinde Calvörde und der Herzoglichen Kammerdirektion des Forst Braunschweig ein Mietvertrag abgeschlossen. Als jährlicher Mietzins mussten 43 Mark aufgebracht werden. Der Vertrag war vom 1. Januar 1912 bis 31. Dezember 1928 gültig. Ein Nachvertrag von 1924 forderte 30 Reichsmark. Ein weiterer war vom 1. Januar 1929 bis 31. Dezember 1940 vom Landesforstamt Braunschweig für 36 Reichsmark Mietzins bestätigt. 1928 wurde der Tennisplatz instand gesetzt und 1934 entstand ein Schützenplatz, ebenso ein Festplatz für Volksfeste. 1926 wurde das Waldrestaurant Grieps Kaffee eröffnet. Weitere Entwicklungen waren geplant, wurden jedoch durch den Zweiten Weltkrieg nicht umgesetzt.
Nach dem Zweiten Weltkrieg diente der Forstort ausschließlich der sowjetischen Besatzungsarmee als Gelände für Unterkunftsbaracken, Versorgungseinrichtungen und als Sport- und Kulturzentrum für rund 20 000 Soldaten. 1947 wurde das Barackenlager aufgelöst. Durch Bemühungen der Sportleiter Hans Kunze und Paul Reinboth von der FDJ wurde der Grieps wieder instand gesetzt und vergrößert. 1957 wurde noch zusätzlich eine Freitanzfläche an das Cafe angebaut. In den 1950er Jahren wurden wieder Volksfeste im Forstort durchgeführt. 1967 wurde die erste Reitanlage hinter dem Fußballplatz errichtet. Vom 27. April 1972 bis zum 29. April 1972 wurden im Calvörder Grieps die Ausscheidungen der Vielseitigkeitsprüfungen für die Olympischen Spiele durchgeführt. 1974 fanden hier auch die Meisterschaften der DDR für Jugend und Junioren statt. Ebenso wurden vom 26. August bis zum 28. August 1977 im Grieps die Meisterschaften des Deutschen Pferdesportverbandes der DDR ausgetragen.
Noch bis zum Jahr 2009 stand der Fußballplatz nicht im Grundbuch der Gemeinde Calvörde, eine Eigentumsfrage wurde laut, 1996 wurde durch den anwesenden Ministerpräsident Reinhard Höppner der erste Schritt getan eine Übereignung zu veranlassen. 2009 geschah die Übereignung schließlich nach nochmaliger Intervention durch Bürgermeister Olaf Schmidt.

## Heutiger Grieps

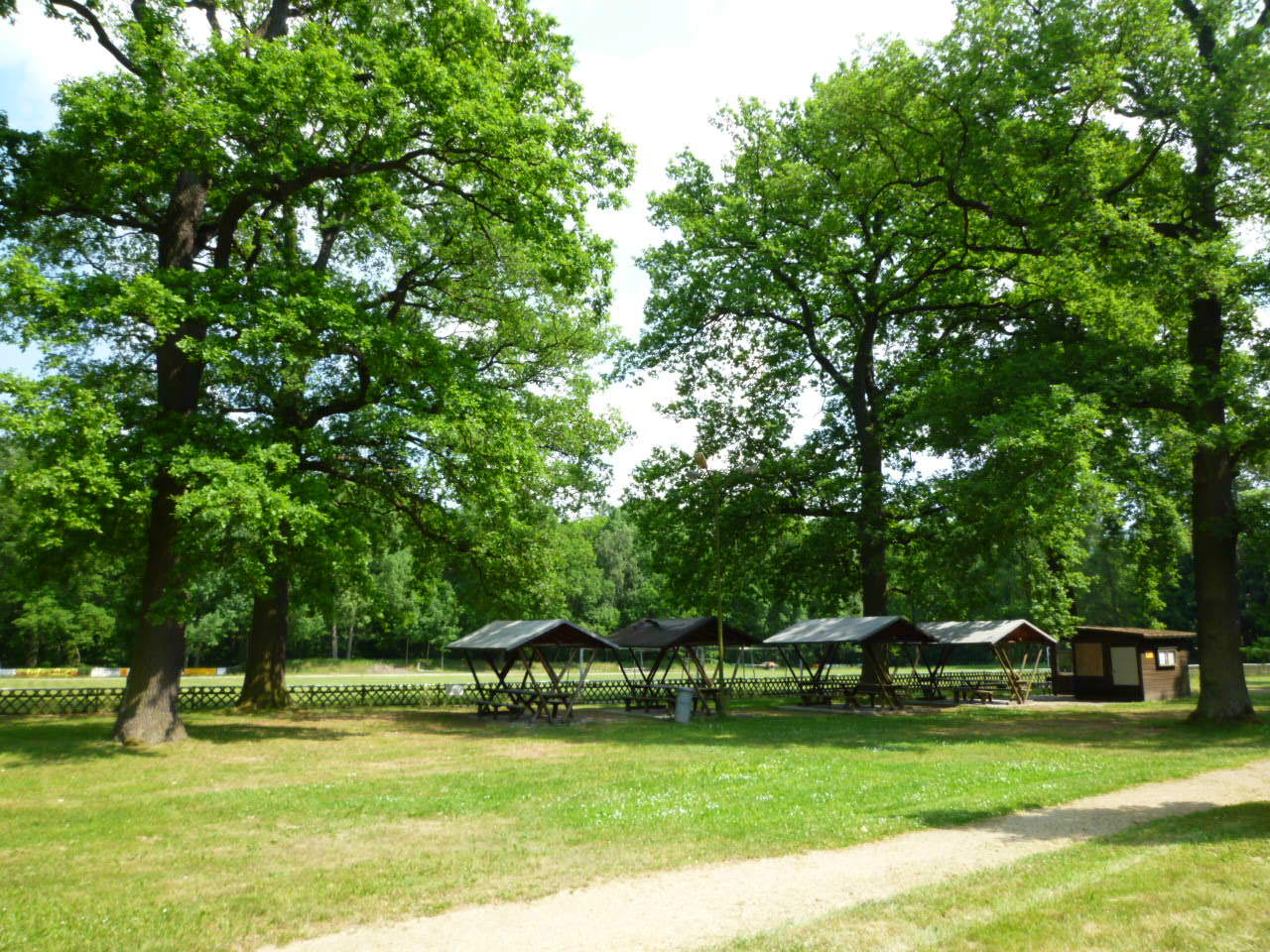
Naherholungsgebiet

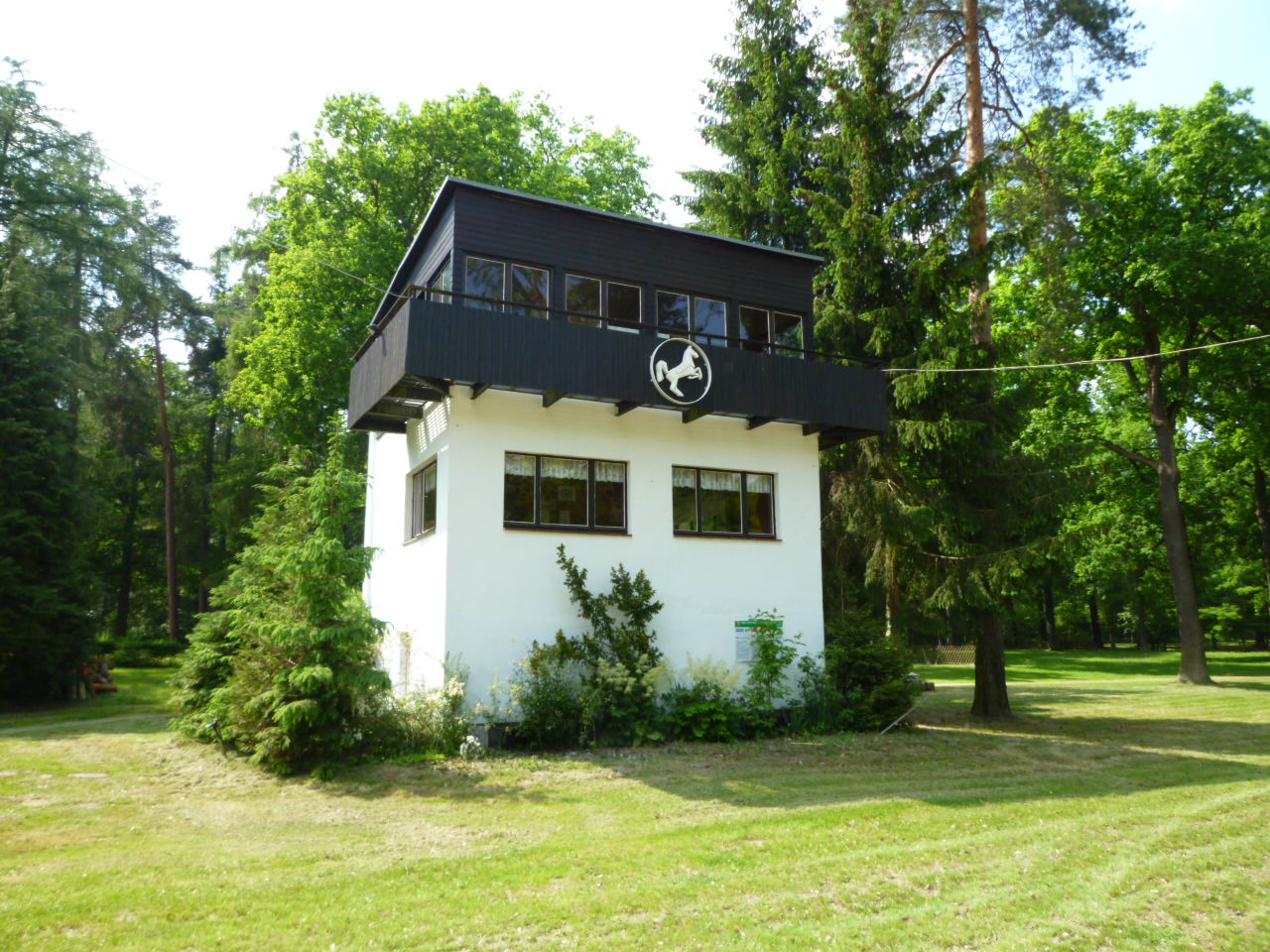
Pferdeturm im Reiterstadion

Heute (2010) spricht man vom Grieps, seltener vom Forstort Grieps. Ein modernes Hotel mit Restaurant und Außenterrasse sind heute im Grieps zu finden. Im Süden befinden sich mehrere Pferdesportanlagen. Diese werden als Reiterstadion bezeichnet. Für das Naherholungsgebiet wurden am 18. Mai 2013 ein Sportboothafen am Mittellandkanal errichtet. Der Baustart war im Jahr 2009.
Auch heute sind noch die alten Baracken der sowjetischen Armee und ein alter Schießstand vom Schützenverein Calvörde zu sehen.

### Reiterstadion
Das Baujahr des heutigen Reiterstadions, südlich des Fußballplatzes, war 1977, daran erinnert noch heute ein Findling, am Richterturm, mit der Inschrift: Zur Erinnerung 1977. Das Stadion besteht aus einem Haupt- und Austragungsplatz (Reiterplatz) und mehreren kleineren Nebenplätzen. Als Pächter des Reiterstadions ist der Reit- und Fahrverein Calvörde e.V. eingetragen. In den Jahren 2008 und 2009 wurde der Reiterplatz saniert.

### Feste
Jährlich werden die Calvörder Pferdetage mit einem Turnier im Grieps gefeiert. Hierbei wird der große Preis von Calvörde ausgetragen. Eine Fohlenschau wird jedes Jahr angeboten. Auch fanden hier öfter die Calvörder Festtage statt und der Emig Cup, ein Fußballturnier für die Region.